# Robert von Puttkamer

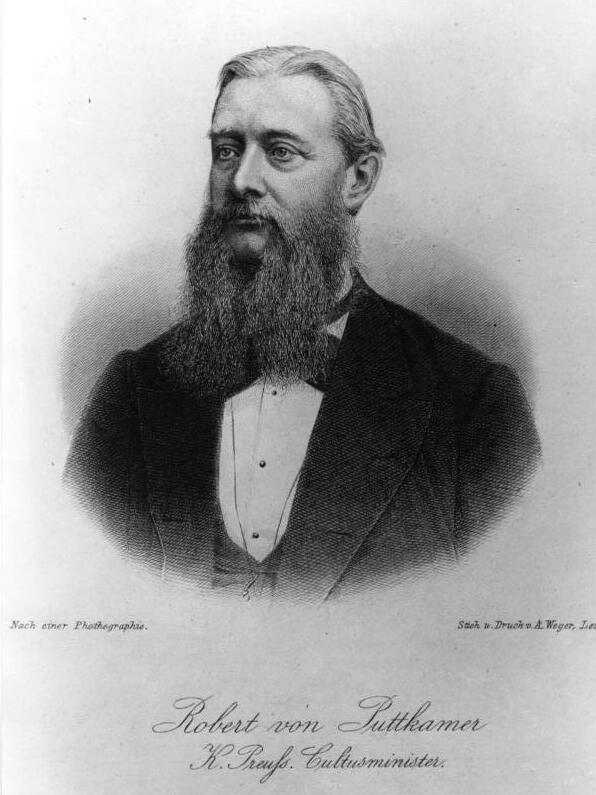
Robert von Puttkamer.

Robert Viktor von Puttkamer, född 5 maj 1828 i Frankfurt an der Oder, död 15 mars 1900 på Gut Karzin vid Stolp i Pommern, var en tysk statsman; son till Eugen von Puttkamer, far till Jesko von Puttkamer, kusin till Maximilian von Puttkamer.
Puttkamer studerade juridik, tjänstgjorde därefter i den preussiska förvaltningen och innehade 1859-77 olika poster i den lokala administrationen. Sistnämnda år utnämndes han till överpresident i provinsen Schlesien. 
Då Otto von Bismarck efter "kulturkampen" övergick till en mot romersk-katolska kyrkan mer försonlig politik kallades Puttkamer, som redan som överpresident gjort mycket för att mildra verkningarna av de stränga "majlagarna", i juni 1879 att efterträda dessas upphovsman Adalbert Falk som preussisk kultusminister. I denna egenskap genomdrev han en lag (juli 1880), som gav regeringen något friare händer i fråga om majlagarnas tillämpning. Samma år utfärdade han bestämmelser rörande rättstavningen för de preussiska skolorna; de däri fastslagna principerna vann allmän anslutning i Tyskland och bidrog till att skapa en enhetlig tysk ortografi. 
Efter att i juni 1881 ha blivit inrikesminister hävdade Puttkamer ämbetsmännens skyldighet att vid politiska val stödja regeringen och behandlade socialdemokratin med stor stränghet. Hans reaktionära politik gjorde honom impopulär, och då den liberalt sinnade kronprins Fredrik blivit kejsare, fick Puttkamer avsked (juni 1888). Åren 1891-99 var han överpresident i Pommern.
Åren 1873-91 valdes Puttkamer flera gånger till medlem av tyska riksdagen och preussiska lantdagen, där han slöt sig till det Tysk-konservativa partiet.